# Verwaltungsgemeinschaft Johanniskirchen
Die Verwaltungsgemeinschaft Johanniskirchen im niederbayerischen Landkreis Rottal-Inn wurde im Zuge der Gemeindegebietsreform am 1. Mai 1978 gegründet und zum 1. Januar 1980 bereits wieder aufgelöst.
Ihr gehörten die Gemeinden Johanniskirchen, Dietersburg und Egglham an.
Sitz der Verwaltungsgemeinschaft war Johanniskirchen.